# Torrent d'Albereda
El Torrent d'Albereda és un torrent afluent per l'esquerra del Cardener que actualment fa tot el seu curs pel terme municipal de Navès. Val a dir, però, que els darrers 1.390 m. del mateix han estat inundats pel Pantà de Sant Ponç i que abans de la construcció d'aquest, els últims 922 m. dels seu curs transcorrien pel terme municipal de Clariana de Cardener
Aigües amunt de la C-26 el curs rep el nom de Rasa d'Albereda.

## Municipis per on passa
Des del seu naixement, el Torrent d'Albereda passa successivament pels següents termes municipals.
|                                                     | Longitud (en m.) | % del recorregut |
| --------------------------------------------------- | ---------------- | ---------------- |
| Per l'interior del municipi de Navès                | 6.997            | 88,36%           |
| Per l'interior del municipi de Clariana de Cardener | 922              | 11,64%           |

## Xarxa hidrogràfica
La xarxa hidrogràfica del Torrent d'Albereda està integrada per 35 cursos fluvials que sumen una longitud total de 27.594 m.

### Afluents destacables
- El Barranc del Reguer